# مدينة الكمان (رواية)
مدينة الكمان (بالإنجليزية: Fiddle City)‏ هي رواية للكاتب الإنجليزي جوليان بارنز باسم مستعار هو دان كافاناه، نشرت عام 1981، عن دار نشر جوناثان كيب.